# Alexandre García
Alexandre de Almeida Garcia (ur. 16 lutego 1972) – brazylijski judoka. Olimpijczyk z Atlanty 1996, gdzie zajął 21. miejsce w wadze ekstralekkiej.
Uczestnik mistrzostw świata w 1995 i 1999. Startował w Pucharze Świata w 1996 i 1998. Srebrny medalista mistrzostw panamerykańskich w 1996 roku. 

## Letnie Igrzyska Olimpijskie 1996
| Konkurencja | Eliminacje                | Klas. końcowa |
| Konkurencja | Przeciwnik I              | Miejsce       |
| ----------- | ------------------------- | ------------- |
| 60 kg       | Alisher Mukhtarov (UZB) P | 21.           |